# Печенье с предсказанием
Печенье с предсказанием (англ. Fortune cookie) — кондитерское изделие в виде печенья специфичной формы, изготовленное из теста. Фирменное изделие многих ресторанов в США, представляющее собой, как правило, ванильные печеньица, в каждое из которых запечена бумажка с мудрыми изречениями, афоризмами или пророчествами. Послание на листке может включать в себя китайские фразы с переводом или список счастливых чисел.

## История и производство

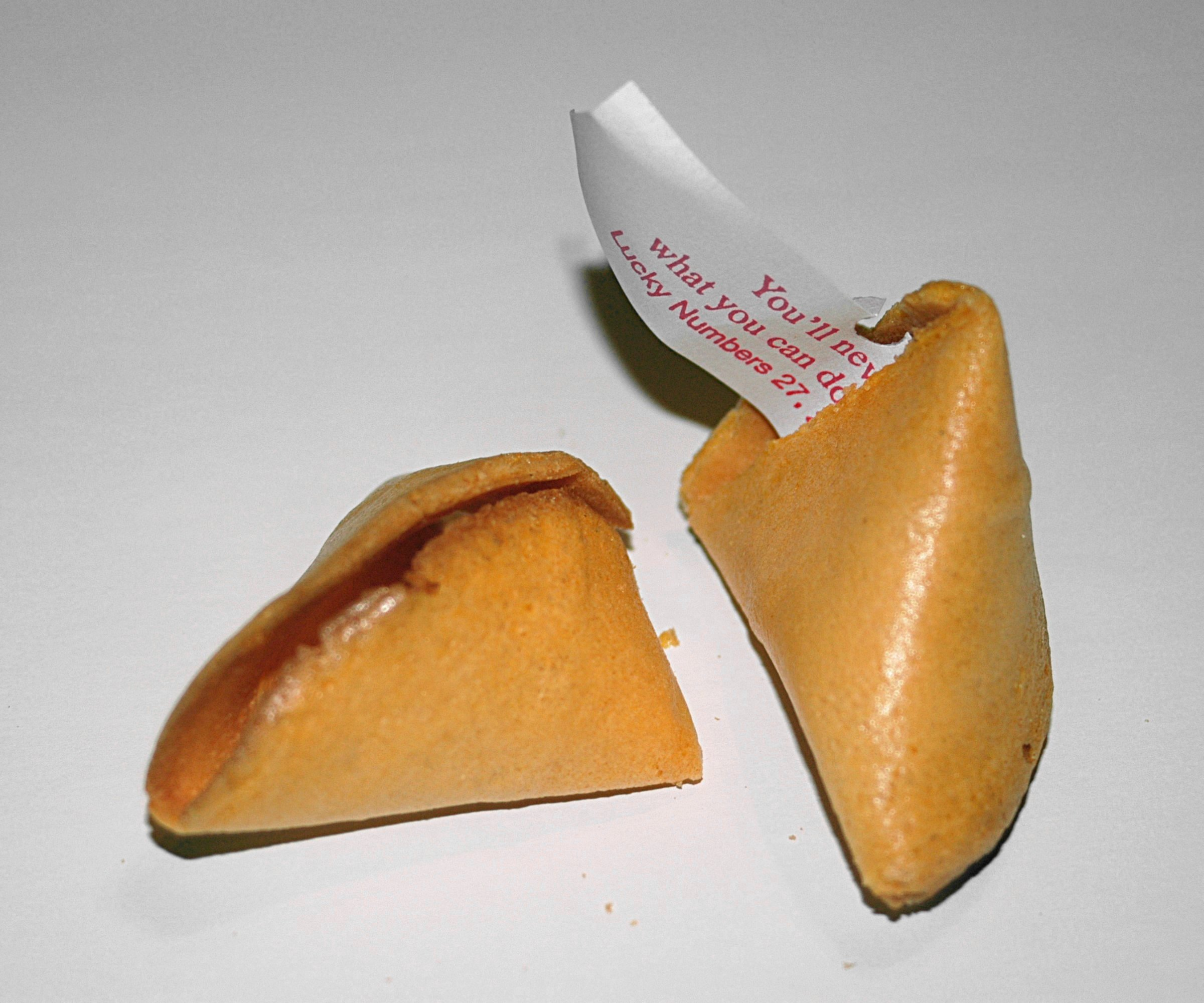
Вид печенья с предсказанием

Эти печенья подают на десерт в китайских ресторанах в США и некоторых других стран, но, как ни странно, они отсутствуют в Китае. Точное происхождение печенья с предсказанием неизвестно, но большинство версий сходятся в том, что они принесены в США в начале XX века японскими и китайскими иммигрантами. Хотя прототип этих сладостей возник ещё в XIX веке в японских храмах, и они, большей частью, стали их производить в Америке, но ассоциироваться с Китаем этот десерт стал во время Второй мировой войны, когда японцы и американцы японского происхождения массово отправлялись в концлагеря, и производство печенья «подхватили» китайцы.
Производство этого вида печенья является доходным бизнесом. Ежегодно в мире их производится около 3 миллиардов штук, подавляющее большинство из которых потребляется в Соединённых Штатах. Крупнейшим производителем такого печенья является компания Wonton Food Inc. со штаб-квартирой в Бруклине, Нью-Йорк, поставляя 4,5 млн печений в день. Другими крупными производителями являются Baily International на Среднем Западе, Peking Noodle в Лос-Анджелесе, Печенье Удачи в России и Фабрика желаний на постсоветском пространстве. Наряду с ними существуют и другие мелкие производители этого лакомства. Кроме США они подаются в китайских ресторанах Австралии, Бразилии, Канады, Франции, Германии, Индии, Италии, Мексики, Великобритании, Финляндии и некоторых других стран.

## В культуре
- Короткометражный фильм Даррена Аронофски «Печенье с предсказанием» (1991).
- Художественный фильм Томаса Роба «Печенье с предсказанием» (1999).
- В 2013 году японская поп-группа AKB48 выпустила песню под названием «Koisuru Fortune Cookie», а две «сестры» этой группы выпустили свои вещи: индонезийская JKT48[англ.] — песню под названием «Fortune Cookie Yang Mencinta»; китайская SNH48 — песню с названием «Ài de xìngyùn qū qí».
- Игра Shadow Warrior (2013) — данные печенья присутствуют в игре, они восстанавливают 25 единиц здоровья и содержат в себе различные шутки и юмористические цитаты.
- В 2018 году в VK Mini Apps появилось популярное приложение «Печенька с предсказанием» доступное всем пользователям ВКонтакте.